# Alticor

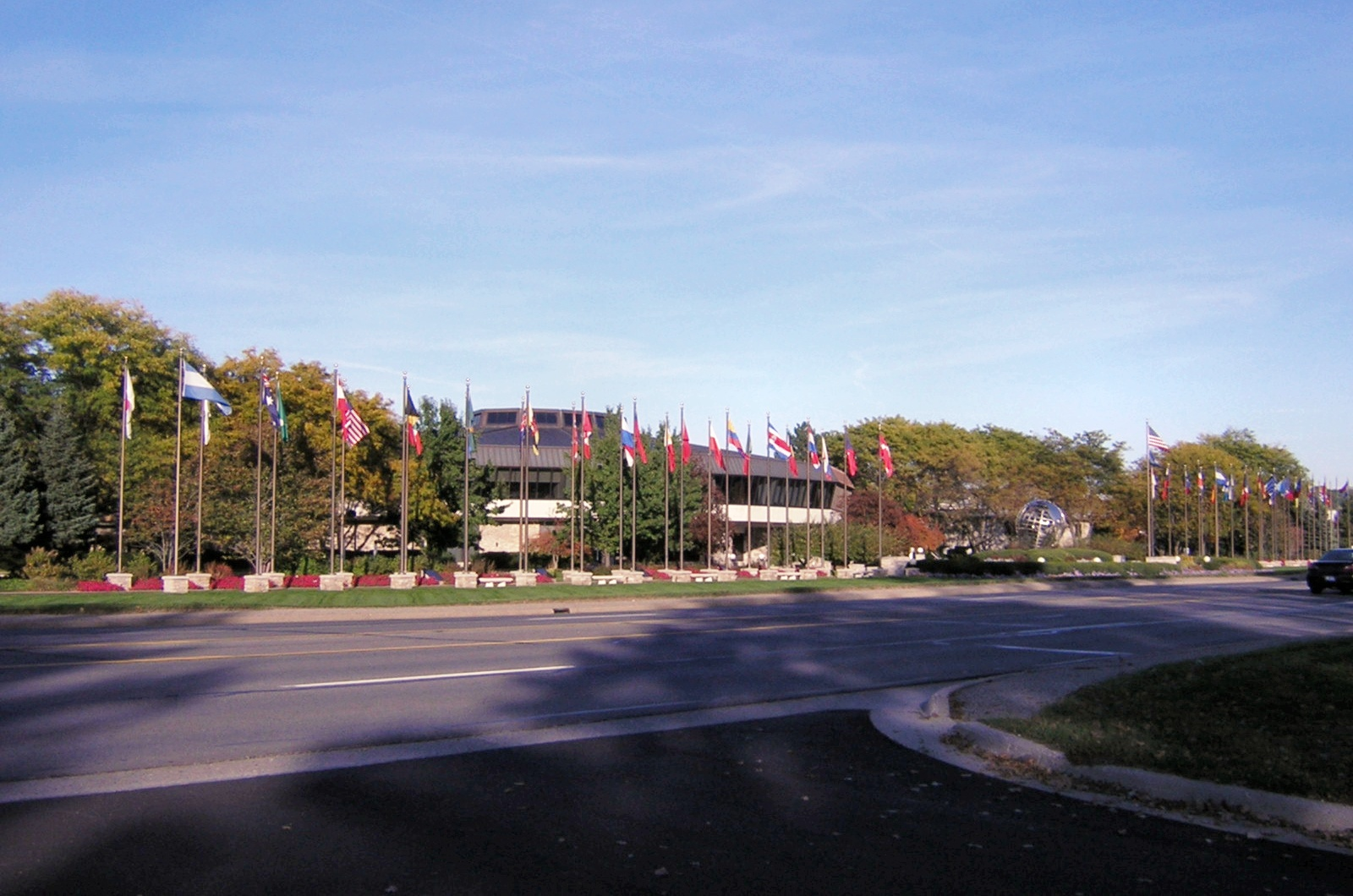
Huvudkontoret i Ada.

Alticor är ett amerikanskt företag som ägs av familjerna Van Andel och DeVos. Alticor är moderbolag till bland annat Amway och Access Business Group. Företagets huvudkontor ligger i Ada, Michigan, USA. Företaget har 13 000 anställda. 